# Comté de Jackson (Floride)
Pour les articles homonymes, voir Jackson et Comté de Jackson.
Le comté de Jackson (Jackson County) est un comté situé dans l'État de Floride, aux États-Unis. Sa population était estimée en 2020 à 47 319 habitants. Son siège est Marianna. Le comté a été fondé en 1822 et doit son nom à Andrew Jackson, septième président des États-Unis.

## Comtés adjacents
- Comté de Seminole, Géorgie (est)
- Comté de Gadsden (sud-est)
- Comté de Liberty (sud-est)
- Comté de Calhoun (sud)
- Comté de Washington (sud-ouest)
- Comté de Bay (sud-ouest)
- Comté de Holmes (ouest)
- Comté de Geneva, Alabama (nord-ouest)
- Comté de Houston, Alabama (nord-ouest)

## Principales villes
- Alford
- Bascom
- Campbellton
- Cottondale
- Graceville
- Grand Ridge
- Greenwood
- Jacob City
- Malone
- Marianna
- Sneads

## Démographie
| Groupe                           | Comté de Jackson | Floride | États-Unis |
| -------------------------------- | ---------------- | ------- | ---------- |
| Blancs                           | 69,1             | 75,0    | 72,4       |
| Afro-Américains                  | 26,6             | 16,0    | 12,6       |
| Métis                            | 1,9              | 2,5     | 2,9        |
| Autres                           | 1,3              | 3,7     | 6,4        |
| Amérindiens                      | 0,7              | 0,4     | 0,9        |
| Asiatiques                       | 0,5              | 2,4     | 4,8        |
| Total                            | 100              | 100     | 100        |
|                                  |                  |         |            |
| Hispaniques et Latino-Américains | 4,3              | 22,5    | 16,7       |

Selon l'American Community Survey, en 2010 95,09 % de la population âgée de plus de 5 ans déclare parler l'anglais à la maison, 3,38 % déclare parler l'espagnol et 1,53 % une autre langue.
| 1830  | 1840  | 1850  | 1860   | 1870  | 1880   |
| ----- | ----- | ----- | ------ | ----- | ------ |
| 3 907 | 4 681 | 6 639 | 10 209 | 9 528 | 14 372 |

| 1890   | 1900   | 1910   | 1920   | 1930   | 1940   |
| ------ | ------ | ------ | ------ | ------ | ------ |
| 17 544 | 23 377 | 29 821 | 31 224 | 31 969 | 34 428 |

| 1950   | 1960   | 1970   | 1980   | 1990   | 2000   |
| ------ | ------ | ------ | ------ | ------ | ------ |
| 34 645 | 36 208 | 34 434 | 39 154 | 41 375 | 46 755 |

| 2010   | - | - | - | - | - |
| ------ | - | - | - | - | - |
| 49 746 | - | - | - | - | - |